# 921
Раннє Середньовіччя •  Епоха вікінгів •  Золота доба ісламу •  Реконкіста

## Геополітична ситуація
У Візантії правили Роман I Лакапін та, формально, Костянтин VII Багрянородний. Італійським королівством правив римський імператор Беренгар I,
Західним Франкським королівством — Карл III Простакуватий, Східним Франкським королівством — Генріх I Птахолов, Бургундією — Людовик III Сліпий.
Північ Італії належить Італійському королівству під владою франків, середню частину займає Папська область, герцогства на південь від Римської області незалежні, деякі області на півночі та на півдні належать Візантії, інші окупували сарацини. Південь Піренейського півострова займає Кордовський емірат, в якому править Абд Ар-Рахман III. Північну частину півострова займають королівство Астурія і об'єднане королівство Галісії та Леону під правлінням Ордоньйо I.
Північну частину Англії захопили дани, на півдні править Вессекс, яких очолює Едвард Старший.
Існують слов'янські держави: Перше Болгарське царство, де править Симеон I, Богемія, Моравія, Приморська Хорватія, Київська Русь, де править Ігор. Паннонію окупували мадяри.
Аббасидський халіфат очолює аль-Муктадір, в Іфрикії владу утримують Фатіміди, в Середній Азії — Саманіди. У Китаї триває період п'яти династій і десяти держав. Значними державами Індії є Пала, держава Раштракутів, Пратіхара, Чола. В Японії триває період Хей'ан. На північ від Каспійського та Азовського морів існує Хозарський каганат.
Територію лісостепової України займає Київська Русь. У Північному Причорномор'ї співіснують різні кочові племена, зокрема печеніги, хозари, алани, кримські готи. Херсонес Таврійський належить Візантії.

## Події
- 7 листопада — згідно з договором, підписаним у Бонні, Генріх I Птахолов як король східних франків і Карл Простий як король західних франків визнали незалежність одне від одного Західнофранкського і Східнофранкського королівств.
- Генріх I Птахолов вторгся в Баварію і змусив Арнульфа Злого присягнути собі.
- Фатіміди розгромили Ідрісидів, захопили Тлемсен і Фес.
- Засновано нову столицю Фатімідського халіфату — місто Махдія.
- У Богемії вбито святу Людмилу.
- В Італійському королівстві безлад. Невдоволена Беренгаром I знать запросила Рудольфа II з Бургундії, а Беренгар звернувся за допомогою до мадярів, ватаги яких окупували країну. Рудольф II перейшов через Альпи.
- Король Наварри Санчо I завдав поразки маврам, які поверталися з рейду в Аквітанію.
- Ібн Фадлан, письменник і мандрівник, вирушив з Багдаду до волзьких булгар.
- Битва при Пегах; перемога болгар над візантійціями.